# Estret de Nares

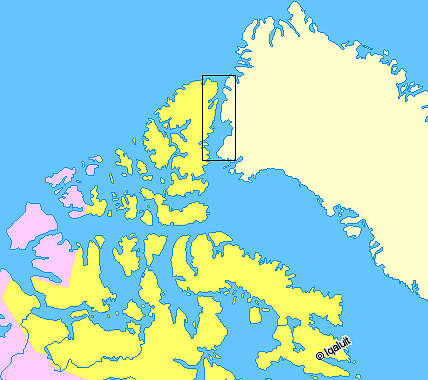
Estret de Nares entre l'illa Ellesmere (Nunavut, Canadà) i Groenlàndia.
Nunavut
Groenlàndia
Territoris del Nord-oest

L'estret de Nares (en danès Nares Strædet; 80° N, 070° O / 80°N,70°O) es troba entre l'illa Ellesmere (la part més al nord de Nunavut, Canadà) i Groenlàndia. Enllaça la badia de Baffin amb el Mar de Lincoln a l'oceà Àrtic.
El 1964, el seu nom, provinent de l'oficial de la Marina anglesa George Strong Nares, va ser acceptat pels danesos i canadencs.
L'estret i les aigües que l'envolten són de difícil navegació i només l'agost és normalment transitat per vaixells trencagels. Abans de 1948 només cinc vaixells hi havien navegat amb èxit al nord de la Conca Kane, però el 2009 el vaixell Arctic Sunrise va fer-ne la primera travessia al juny cap a l'oceà Àrtic.
L'illa de Hans, de petita superfície, és reclamada tant per danesos (com a part de Groenlàndia) com pel Canadà.